# Urola

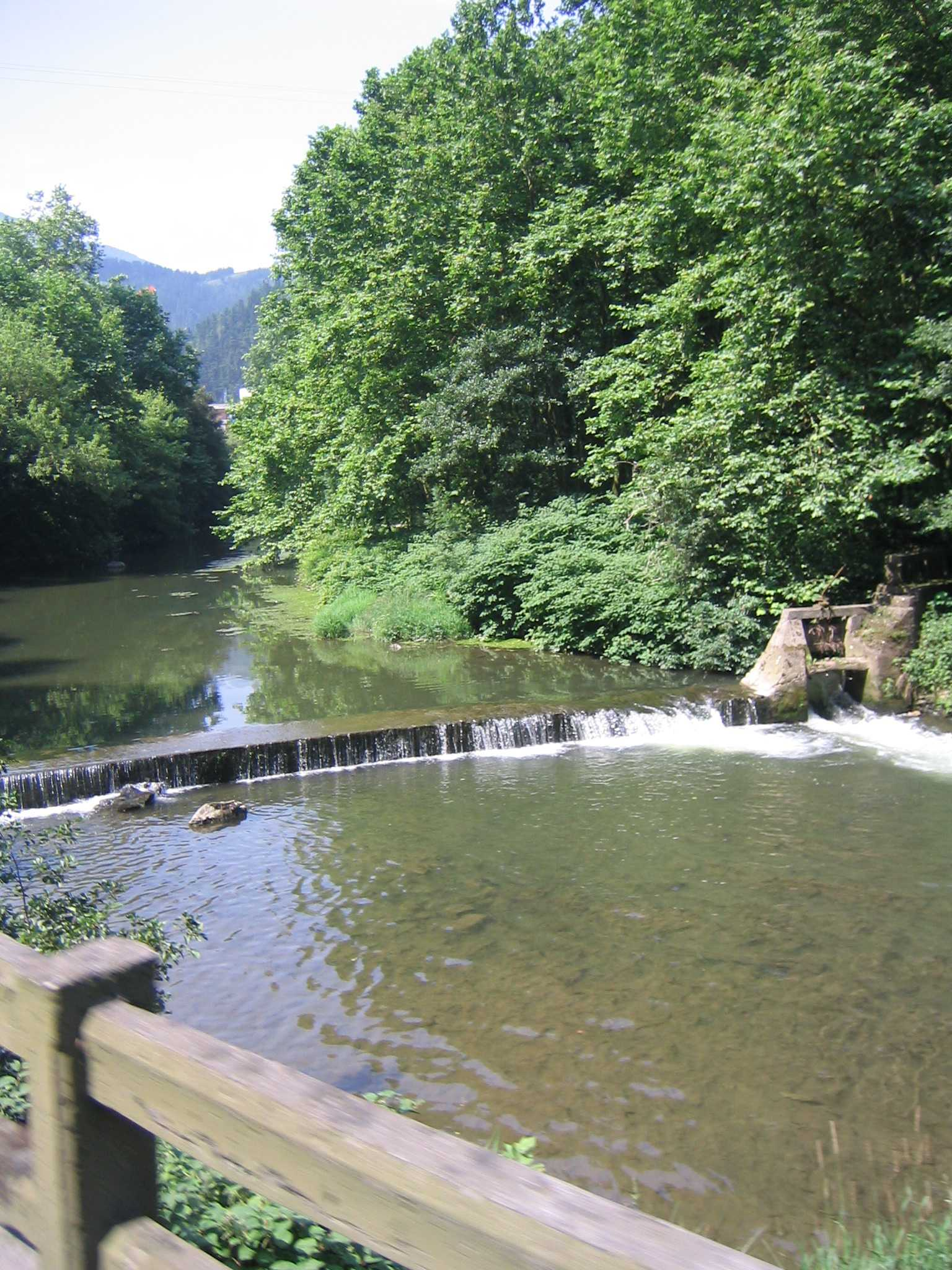
De Urola

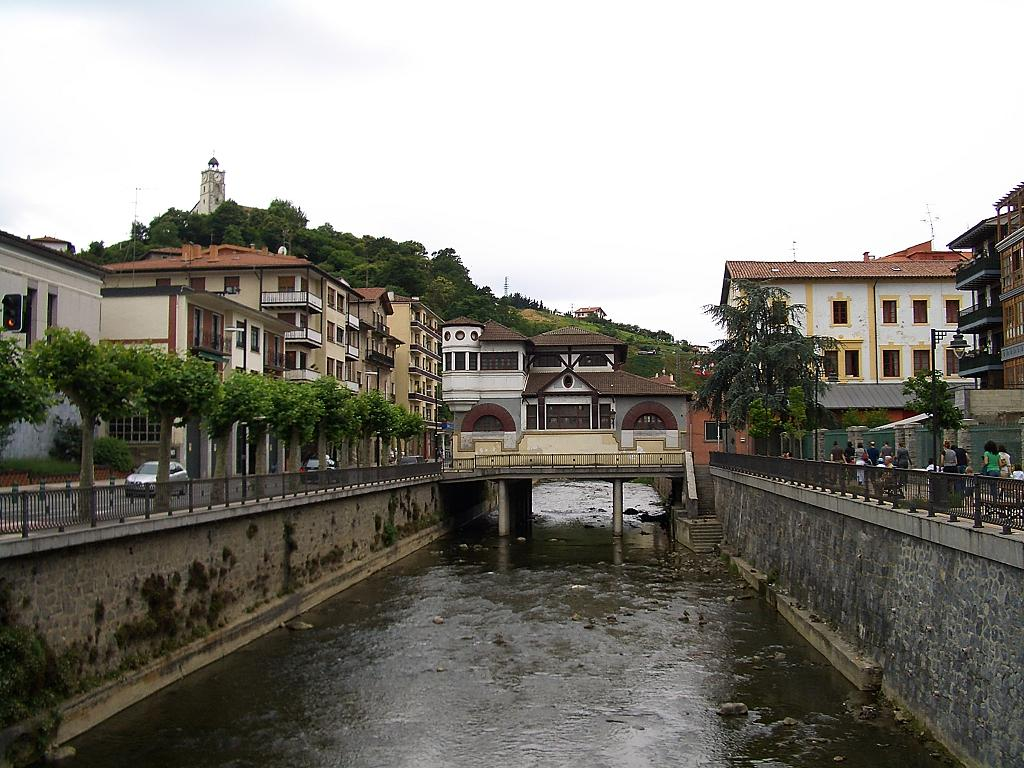
De Urola in Azkoitia

De Urola is een rivier en een vallei in de Spaanse provincie Gipuzkoa in Baskenland.
De rivier is 55 kilometer lang, en loopt van het gebergte van Aizkorri, in de buurt van de stad Legazpi naar zijn monding in de stad Zumaia aan de Golf van Biskaje. De rivier loopt door de steden Azkoitia en Azpeitia.

## Etymologie
Het woord Urola komt van twee Baskische woorden: Ur = "water" en Ola = "fabriek", waarschijnlijk een verwijzing naar de watermolens die sinds de middeleeuwen in de vallei staan.